# IC 4264
IC 4264 ist eine Spiralgalaxie vom Hubble-Typ Scd im Sternbild Wasserschlange. Sie ist schätzungsweise 149 Millionen Lichtjahre von der Milchstraße entfernt.

Das Objekt wurde am 4. Mai 1904 von Royal Harwood Frost entdeckt.